# Barátok közt (2. évad)
A Barátok közt 2. évadát (1999. szeptember 6. – 2000. június 16.) 1999-ben kezdte sugározni az RTL Klub.

## Az évad cselekménye
Rita bosszúja sikerrel jár, Miklóst lecsukják, mert őt vádolják Nagy Ferenc meggyilkolásával, ezért a többiek próbálják megkeresni a pszichopata nőt. Eszter és Kata megismerik Viktort, akinek mindkét lány tetszik. Misi továbbra is titokban pénzt ad Kozákéknak. Később kiderül, hogy a pénznek nincs köze a kilakoltatáshoz, ezért végül Misi kibékül az apjával. Misi össze jön Kozák Lucával, aki valami rosszban sántikál. A cég vezetését időközben Claudia veszi át, Miklós megbízásából. Nóra összejött Csabával,de később szakítanak mikor ez kiderül a nyilvánosság előtt. Emiatt Csabát a foci csapattól is eltanácsolják, mivel nem járt az edzéseire. Mónika bevallja a családjának, hogy beteg, pár hétre rá sikeresen megműtik. Miklós börtönbe kerül ideiglenesen, ahol megverik és kómába kerül. Közben a család megtalálta Sági Ritát az egri börtönben. István titokban magnóra veszi, mikor Rita bevallja a robbantást. Ezt átadják a rendőrségnek, ezért Miklós ellen ejtik a vádat. Viktor lebukik, hogy Katát és Esztert is csak hülyítette, az utóbbival le is feküdt. József a lánya tettét nehezen fogadja el, ezért egy ideig nem beszél vele. Éva bevallotta Józsefnek, hogy ő biztatta Esztert, ezért József szakít Évával és kibékül a lányával. Miklóst látomások és szorongások gyötrik. András kidobja a lakásból Zsuzsát miután kiderül, hogy lefeküdt Zoltánnal és Bandika az ő gyereke. Gabiról kiderül, hogy meddő, amitől lelkileg összeomlik. Gabi egyre többet segít Andráséknak, ezzel próbálja pótolni a gyerek utáni vágyát. Magdi felkeres egy természetgyógyászt, hogy kezelje Mónikát, hogy ne tudjon kialakulni nála újra a daganat, amihez segítséget kér Erzsitől. Viszont Mónika allergiás a készítményekre ezért elájul és kórházba kerül. Közben Reményi eltűnik az összes pénzzel. István szerelmet vall a kórházban Mónikának, ettől Zsoltnak eldurran az agya és kiüti Istvánt. Mónika elbizonytalanodik, kit is szeret valójában. Ezért külföldre megy pár hétre, hogy átgondolja a dolgot, végül Zsolt mellett dönt.  
Gabi zavarodott állapotban elrabolja a legkisebb Berényit és elviszi a család balatoni nyaralójába. Berényiék a rendőrség segítségéhez fordulnak, végül Magdi adja a nyomot, amin eltudnak indulni. Zsuzsának eszébe jut, hogy Gabi valószínű a keszthelyi nyaralóba ment, ahol megtalálják Gabit és Bandikát is. Gabit nem fogadják a házban szívesen amitől teljesen összeomlik és elköltözik a házból mindent hátrahagyva. A Bisztró vezetését Kriszta veszi át. Miklós lelkileg összeszedi magát és vissza tér a cég élére. Miklóst furdalja a bűntudat, amiért még hónapokkal ezelőtt megállapodott Claudiával, miszerint kifosztják Ákost az örökségéből. Ákos bosszút forral Claudiával és Miklóssal szemben. Ákos csak látszólag bocsát meg Miklósnak és hozzá költözik. Ákos miatt hiúsul meg a golf pálya projekt, majd előáll az ötlettel, nyissanak egy Night Club-ot. Miklós ehhez Zsolt pénzügyi segítségét kéri.  
Fenyvessy Ákos közreműködésével lelép Claudia összes pénzével, így teljesen kiforgatva Claudiát a vagyonából. Claudia egyedül marad és még Ákos is bevallja neki a tettét, így Bécsbe menekül rendezni az életét. Magdi és Vilmos nyernek a lottón. Magdi ebből egy mosógépet akar venni, de ekkor fiúk, Géza azt kéri, hogy a nyereményt költsék ügyvédre, aki kihozná őt a börtönből.  
Luca egy ideig elhiteti Misivel, hogy gyereke lesz tőle, de később Kata és Eszter lebuktatják a lányt, ezért Misi kidobja Lucát. Misi egyre inkább furcsa dolgot csinál, legfőképp Pistával. Túl sokat akar neki segíteni, már-már olyan mintha egy pár lennének. Felmerül a kérdés: Misi a lányokhoz vagy fiúkhoz vonzódik-e? Eszter Rájön,hogy nagyon szerelmes Ákosba, de Ákost tudatja vele, hogy ez nem kölcsönös. Kata és Csaba újra összejönnek. András nem tud megbocsátani Zsuzsának, de a gyerekek érdekében egy házban élnek de egymástól függetlenül. Nóra rájön, hogy szinte senki sincs az életébe, akire igazán számíthat, ezért elhatározza, hogy megkeresi az igazi szüleit. Ebben Claudia is segít neki. Nyomozása során Nóra eljut a szülését levezető orvoshoz, akiből kiszedi, hogy az édesanyját Szigeti Editnek hívják, a nő azonban az első találkozáskor letagadja, hogy ő lenne az anya, és Szigeti Verának, Edit testvérének hazudja magát. A nőt végül Claudia buktatja le. Nóra némi zsarolással kiszedi az anyjából az édesapja nevét, akiről kiderül, hogy Rácz Bélának hívják és cigány, tehát félig Nóra is az.  

## Az évad szereplői

### Főszereplők
- Balassa Imre (Kinizsi Ottó) (2000. márciustól)
- Berényi András (R. Kárpáti Péter)
- Berényi Ákos (Somorjai Tibor)
- Berényi Claudia (Ábrahám Edit)
- Berényi Dani (Váradi Zsolt)
- Berényi Kata (Juga Veronika)
- Berényi Miklós (Szőke Zoltán)
- Berényi Zsuzsa (Csomor Csilla)
- Dr. Balogh Nóra (Varga Izabella)
- Hoffer Eszter (Konta Barbara)
- Hoffer József (Körtvélyessy Zsolt)
- Hoffer Mihály (Halász Gábor)
- Juhász Gabi (Pető Fanni) (1999. decemberig, elköltözött a házból)
- Kertész Géza (Németh Kristóf) (2000. februártól)
- Kertész Magdi (Fodor Zsóka)
- Kertész Mónika (Farkasházi Réka)
- Kertész Vilmos (Várkonyi András)
- Novák Csaba (Kőváry Tamás) (2000. áprilisig, Németországba költözött focizni)
- Novák Éva (Csapó Virág)
- Novák László (Tihanyi-Tóth Csaba)

### További szereplők
- Bartha Zsolt (Rékasi Károly)
- Csurgó István (Kiss Zoltán)
- Marosi Krisztina (Ullmann Mónika)
- Dr. Fenyvessy Sándor (Oberfrank Pál) (1999. decemberig, meglopta Claudiát és lelépett)
- Berényi András Zoltán (Bandi) (Mile Tamás Zoltán)
- Mátyás Tilda (Erdélyi Tímea) (2000. június)
- Németh Tamás (Csilling Tibor)
- Kozák Luca (Fényes Erika) (1999. októberig, 2000. áprilistól)
- Rácz Béla (Bezerédi Zoltán) (2000. januártól)
- Erdős Attila (Kónya Lajos) (2000. májustól)
- Alexander Haber (Oszter Sándor)
- Sági Rita (Fésűs Nelly)
- Kovács Béla (Bács Ferenc)
- Vadász Viktor (Harsányi Levente)
- Farkas Erzsébet (Várnagy Katalin)
- Molnár János alezredes (Garamvölgyi László)
- Ráczné Király Aranka (Müller Júlia)
- Kozák Mária (Bárdos Margit)
- Szalai Kristóf (Beliczai Balázs)
- Szigeti Edit (Máhr Ágnes)
- Béres Gyula (Thuróczy Szabolcs)
- Szénási Judit (Fekete Gizi)
- Tonik (Fodor Richárd) (1999. október-december)
- Tiszai Péter (Sághy Tamás)
- Mátyás Ildikó (Janza Kata)